# Eurobrücken Spijkenisse
Die Eurobrücken Spijkenisse sind sieben als Kunstprojekt konzipierte Brücken in der niederländischen Stadt Spijkenisse, in der Provinz Südholland. Die Brücken wurden nach dem Vorbild der Motive auf den Eurobanknoten gestaltet.

## Hintergrund
Auf der Rückseite der sieben Eurobanknoten befinden sich Abbildungen von Brücken, die mit ihren verschiedenen Bauformen auf die Epochen der europäischen Architekturgeschichte verweisen. Durch die Wahl fiktiver Motive sollte sichergestellt werden, dass sich kein Mitgliedsstaat zurückgesetzt oder bevorzugt fühlt. 
Der niederländische Designer Robin Stam entwickelte daraufhin die Idee, diese fiktiven Brücken real zu bauen. Sowohl vom Bürgermeister der Stadt Spijkenisse als auch von der Europäischen Zentralbank kam Zustimmung zu dem Projekt, so dass die ohnehin erforderlichen Brücken in dem von Grachten umgebenen neuen Wohnviertel De Elementen gebaut werden konnten. Die räumlichen Abmessungen der Brücken sind deutlich kleiner, als sie vom Künstler der Eurobanknoten vermutlich gedacht waren, zum Teil handelt es sich um Brücken für den Fuß- und Radverkehr, die ein Wohngebiet erschließen. Das Projekt wird deshalb auch als „augenzwinkernd“ bezeichnet und soll dem Rotterdamer Vorort ein wenig touristische Aufmerksamkeit generieren.
Die ersten beiden Brücken (10- und 50-Euro-Motive) wurden am 26. Oktober 2011 durch Jan Franssen, den königlichen Kommissar der Provinz Südholland, eingeweiht. Die Motive der 5- und 20-Euro-Motive wurden an einer einzigen Brücke – mit unterschiedlicher Gestaltung pro Seite – realisiert, so dass schließlich für sieben Motive nur sechs Brücken gebaut wurden.
Die „200-Euro-Brücke“ wurde am 17. Oktober 2012 fertiggestellt, die letzte mit dem Motiv des 500-Euro-Scheins schließlich am 26. September 2013.

## Einzelne Brücken
| Foto | Euroschein | Wert     | Eröffnung     | Nutzung     | Lage               |
| ---- | ---------- | -------- | ------------- | ----------- | ------------------ |
|      |            | 5 Euro   |               | Autoverkehr | 51.849444 4.34025  |
|      |            | 10 Euro  | 26. Okt. 2011 | Fußverkehr  | 51.852417 4.338028 |
|      |            | 20 Euro  |               | Autoverkehr | 51.849444 4.34025  |
|      |            | 50 Euro  | 26. Okt. 2011 | Autoverkehr | 51.852056 4.337139 |
|      |            | 100 Euro | 26. Sep. 2013 | Fußverkehr  | 51.848861 4.339444 |
|      |            | 200 Euro | 17. Okt. 2012 | Fußverkehr  | 51.849861 4.340944 |
|      |            | 500 Euro | 26. Sep. 2013 | Radverkehr  | 51.85125 4.335639  |